# Уимпер, Эдуард
Эдуард Уимпер (27 апреля 1840 — 16 сентября 1911) — английский художник, альпинист и путешественник-исследователь, более всего известный как первый покоритель вершины горы Маттерхорн в 1865 году. 

## Биография
Эдуард Уимпер родился в семье гравёра Джосии Вуда Уимпера и Элизабет Кларидж. Он был вторым из одиннадцати детей. Его старший брат Фредерик Уимпер был художником и исследователем. С ранних лет учился гравированию у своего отца.
В 1865 году стал первовосходителем на вершину горы Маттерхорн (Пеннинские Альпы). При спуске четверо членов его отряда погибли.
Первый человек, покоривший вершину горы Чимборасо. Также занимался исследованиями Канадских Скалистых гор, стран Южной Америки и Гренландии.
В 1860-х годах изобрёл первую альпинистскую палатку, названную его именем. Палатка Уимпера была довольно тяжёлой, хотя и легче военной — до 16 кг. Её усовершенствовал, облегчив почти в два раза, альпинист Чарльз Мид.